# 토비 추
토비 추(영어: Toby Chu, 1977년 8월 11일 ~ )는 미국의 작곡가이다.

## 내력
중국계 미국인 작곡가로서 어린 시절에는 피아노, 기타 연습을 받았다. 1999년에 버클리 음악 대학에서 영화 음악 학사를 받았다. 다프트 펑크의 트론: 새로운 시작, 해리 그레그슨윌리엄스의 데자뷰, 맨 온 파이어, 나니아 연대기: 캐스피언 왕자 등의 영화 음악 작곡에 참여하였다. 최근에는 아카데미상을 수상한 픽사의 단편 만화 'Bao' (2018)의 음악을 작곡하였다.